# Diocesi di Zamora (Spagna)

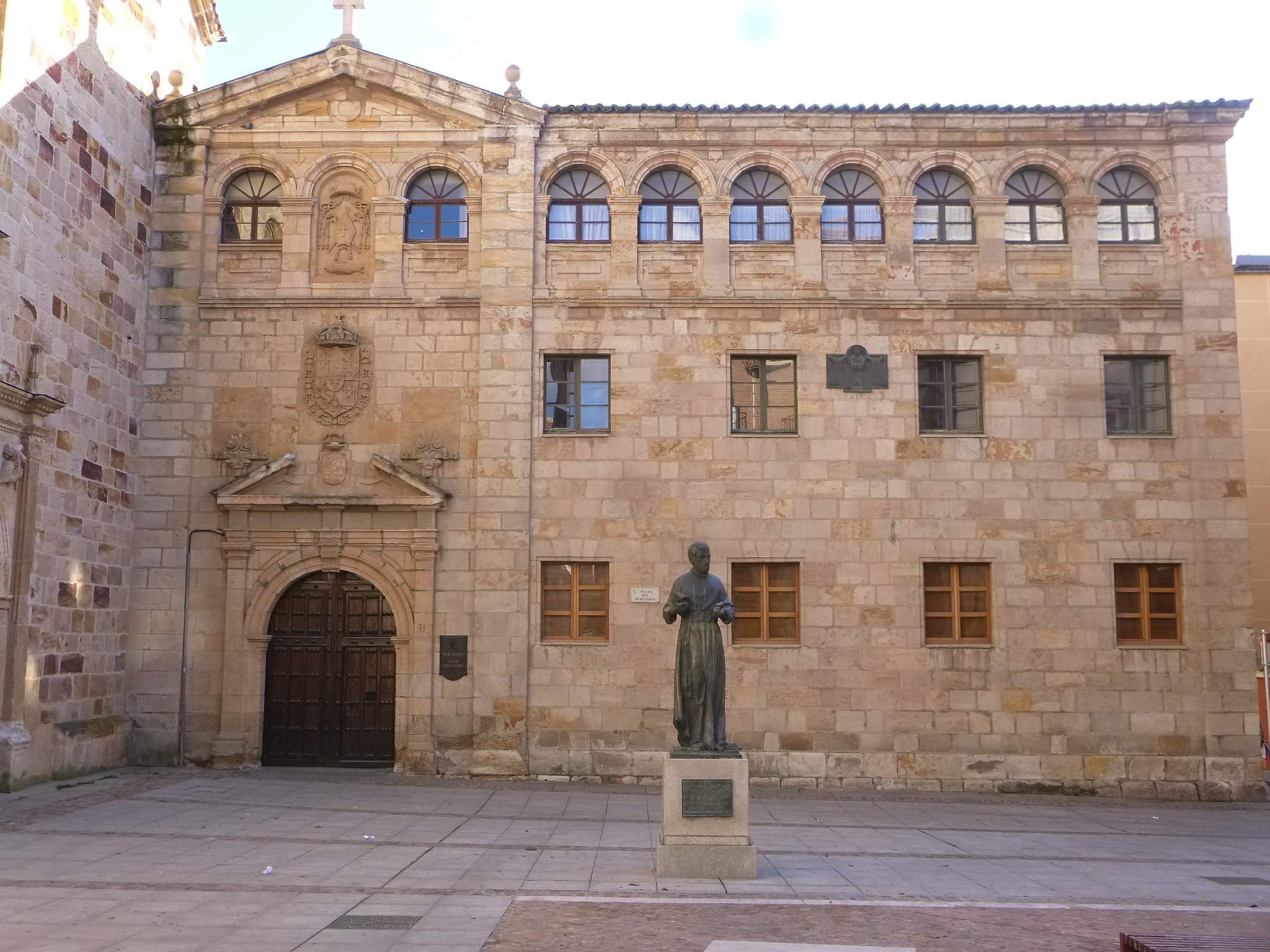
Il seminario diocesano di Zamora.

La diocesi di Zamora (in latino Dioecesis Zamorensis) è una sede della Chiesa cattolica in Spagna suffraganea dell'arcidiocesi di Valladolid. Nel 2022 contava 142.475 battezzati su 144.808 abitanti. È retta dal vescovo Fernando Valera Sánchez.

## Territorio
La diocesi comprende la provincia di Zamora, in Spagna, ad eccezione delle comarche di Sanabria, La Carballeda, Valles de Benavente e di parte della comarca di Aliste, che appartengono alla diocesi di Astorga. Confina a nord con le diocesi di León e di Astorga, a ovest con la diocesi di Braganza-Miranda (Portogallo), a sud con la diocesi di Salamanca ed a est con l'arcidiocesi di Valladolid.
Sede vescovile è la città di Zamora, dove si trova la cattedrale di Cristo Salvatore.
Il territorio si estende su 6.984 km² ed è suddiviso in 303 parrocchie, raggruppate in 7 arcipresbiterati:
- Aliste-Alba con 84 parrocchie
- Benavente-Tierra de Campos con 41 parrocchie
- El Pan con 40 parrocchie
- El Vino con 32 parrocchie
- Sayago con 56 parrocchie
- Toro-La Guareña con 32 parrocchie
- Zamora-Città con 19 parrocchie.

## Storia
Sebbene alcuni storici attribuiscano alla diocesi origini anteriori, probabilmente fu eretta nel X secolo, epoca a partire dalla quale si trovano riscontri certi.
Nel 986 Zamora fu conquistata dagli arabi e la sede vescovile fu soppressa.
Fu ristabilita nel 1121, dopo la Reconquista cristiana. Nell'epoca del ristabilimento della sede, la diocesi fu oggetto di una controversia tra gli arcivescovi di Toledo e quelli di Braga. Entrambi reclamavano Zamora come propria suffraganea. Papa Callisto II decise allora di rendere la diocesi esente da giurisdizione metropolitana, ma già verso la metà del secolo papa Eugenio III riconobbe le rivendicazioni degli arcivescovi di Braga, confermate anche dai suoi successori.
Nel 1151 si iniziò la costruzione della cattedrale romanica, sormontata da un'originale cupola bizantina e consacrata nel 1174.
Nel primo quarto del XIII secolo papa Innocenzo III assegnò la diocesi come suffraganea della sede metropolitana di Santiago di Compostela, poiché anticamente era stata suffraganea di Mérida, da cui Santiago faceva discendere il rango metropolitico.
Nel 1797 fu istituito il seminario diocesano, dedicato a sant'Atilano. Il seminario derivava da un collegio fondato nel 1712 e affidato ai padri gesuiti, che erano stati espulsi nel 1767.
In seguito al Concordato del 1851, il 4 luglio 1857 la diocesi entrò a far parte della nuova provincia ecclesiastica dell'arcidiocesi di Valladolid.
Il 17 ottobre 1954, in forza del decreto Quum sollemnibus della Congregazione concistoriale, sono stati rivisti i confini della diocesi per farli coincidere con quelli della provincia civile, in applicazione del concordato tra la Santa Sede e il governo spagnolo del 1953. La diocesi di Zamora ha ceduto 14 parrocchie all'arcidiocesi di Valladolid e 5 alla diocesi di Salamanca; ma si è ampliata con 39 parrocchie della provincia di Zamora che appartenevano alle sedi di Salamanca, Astorga, di León e di Oviedo.

## Cronotassi dei vescovi
Si omettono i periodi di sede vacante non superiori ai 2 anni o non storicamente accertati.
- Sant'Attilano † (8 giugno 900 consacrato - dopo gennaio 917)[3]
- Dulcidio † (prima di marzo 923/924 - dopo  settembre 953)[3]
- Domingo † (prima di novembre 954 - dopo luglio 967)[3]
- Juan † (prima del 970 - dopo giugno 983)[3]
- Salomón † (prima di maggio 985 - dopo maggio 987)[3]
  - Sede soppressa (circa 989-1121)
- Bernardo de Perigord † (1121 - marzo 1149 deceduto)
- Esteban † (prima di ottobre 1150 - 1174 dimesso)
- Guillermo † (1175 - 1186)
- Martín Arias † (circa 1191)
- Martín Rodríguez † (circa 1217 - 24 novembre 1238 nominato vescovo di León)
- Pedro † (1239 - aprile 1255 deceduto)
- Suero Pérez † (1255 - 1286)
- Alfonso † (menzionato nel 1293)
- Pedro † (circa 1300 - ? deceduto)
- Gonzalo Rodríguez † (12 febbraio 1303 - 1310)
- Diego † (14 maggio 1311 - ?)
- Rodrigo † (prima del 1326 - dopo il 1335)
- Pedro † (prima del 1341 - dopo il 1343 deceduto)
- Alfonso Fernández de Valencia † (23 marzo 1355 - ? deceduto)
- Martín † (21 luglio 1363 - ? deceduto)
- Álvaro † (27 aprile 1377 - ?)
- Fernando † (? - ? deceduto)
- Alfonso † (28 gennaio 1383 - ?)
- Alfonso de Córdoba † (20 marzo 1386 - 17 marzo 1395 nominato vescovo di Avila)
- Juan de Fusellis † (17 marzo 1395 - 30 luglio 1403 nominato vescovo di Sigüenza)
- Alfonso de Illescas † (30 luglio 1403 - 23 febbraio 1413 nominato vescovo di Burgos)
- Diego Gómez de Fuensalida † (23 febbraio 1413 - 22 dicembre 1424 nominato vescovo di Avila)
- Pedro Martínez † (19 marzo 1425 - 1438 deceduto)
- Juan de Mella † (6 aprile 1440 - 20 maggio 1465 nominato vescovo di Sigüenza)
  - Rodrigo Sánchez de Arévalo † (1467 - 30 ottobre 1467 nominato vescovo di Calahorra e La Calzada) (amministratore apostolico)
  - Juan de Carvajal † (30 ottobre 1467 - 1468 dimesso) (amministratore apostolico)
- Juan de Meneses † (1468 - dicembre 1493 deceduto)
- Diego de Deza, O.P. † (14 aprile 1494 - 23 giugno 1494 nominato vescovo di Salamanca)
- Diego Meléndez de Valdés † (23 giugno 1494 - 1506 deceduto)
- Antonio Acuña † (4 gennaio 1507 - 23 marzo 1526 deceduto)
- Francisco Mendoza † (3 aprile 1527 - 18 gennaio 1534 nominato vescovo di Palencia)
- Pedro Manuel † (17 giugno 1534 - 9 aprile 1546 nominato arcivescovo di Santiago di Compostela)
- Antonio del Águila Vela y Paz † (9 aprile 1546 - 1560 deceduto)
- Álvaro Moscoso † (2 giugno 1561 - 1564 deceduto)
- Juan Manuel de la Cerda † (19 gennaio 1565 - 4 giugno 1574 nominato vescovo di Sigüenza)
- Rodrigo de Castro Osorio (de Lemos) † (30 agosto 1574 - 13 giugno 1578 nominato vescovo di Cuenca)
- Diego de Simancas † (13 giugno 1578 - 16 ottobre 1583 deceduto)
- Juan Ruiz Agüero † (19 marzo 1584 - 24 maggio 1595 deceduto)
- Fernando Suárez Figueroa † (26 marzo 1597 - 2 agosto 1608 deceduto)
- Pedro Ponce de Léon, O.P. † (29 marzo 1610 - 1615 dimesso)
- Juan Zapata Osorio † (16 novembre 1615 - 13 giugno 1621 deceduto)
- Juan Martínez de Peralta, O.S.H. † (13 giugno 1622 - 29 gennaio 1624 nominato arcivescovo di Saragozza)
- Plácido Tosantos Medina, O.S.B. † (12 febbraio 1624 - 30 agosto 1624 deceduto)
- Juan Roco Campofrío, O.S.B. † (17 marzo 1625 - 5 luglio 1627 nominato vescovo di Badajoz)
- Juan Pérez de la Serna † (19 luglio 1627 - 8 agosto 1631 deceduto)
  - Sede vacante (1631-1634)
- Diego Zúñiga Sotomayor † (9 gennaio 1634 - 11 novembre 1637 deceduto)
- Juan de la Torre Ayala † (13 giugno 1638 - 11 settembre 1638 deceduto)
- Juan Coello Ribera y Sandoval † (11 aprile 1639 - 11 dicembre 1652 deceduto)
- Antonio Paiño Sevilla † (18 agosto 1653 - 25 febbraio 1658 nominato arcivescovo di Burgos)
  - Alonso de Liaño y Buelma, O.S.Iacobi † (18 marzo 1658 - prima del 19 ottobre 1658 deceduto) (vescovo eletto)
- Alonso de San Vítores y Fransarcén, O.S.B. † (27 gennaio 1659 - 12 luglio 1660 deceduto)[4]
- Diego García de Trasmiera † (6 dicembre 1660 - 26 gennaio 1661 deceduto)
- Pedro Gálvez † (8 agosto 1661 - 18 agosto 1662 deceduto)
- Lorenzo de Sotomayor, O.S.Iacobi † (4 giugno 1663 - 28 agosto 1666 deceduto)
- Antonio Rodríguez Castañón † (7 marzo 1667 - 27 gennaio 1668 deceduto)
- Dionisio Pérez Escobosa † (9 luglio 1668 - marzo 1671 deceduto)
- Juan Astorga de Castillo † (1º luglio 1671 - 4 gennaio 1679 deceduto)
- Alonso de Balmaseda, O.S.A. † (4 settembre 1679 - settembre 1684 deceduto)
- Antonio de Vergara, O.P. † (1º ottobre 1685 - 7 gennaio 1693 deceduto)
- Fernando Manuel de Mejía † (5 ottobre 1693 - 15 gennaio 1703 nominato arcivescovo di Burgos)
- Francisco Zapata Vera y Morales † (23 aprile 1703 - 14 gennaio 1720 deceduto)
- José Gabriel Zapata Illescas † (3 luglio 1720 - 3 gennaio 1727 deceduto)
- Jacinto Arana Cuesta † (26 gennaio 1728 - 23 febbraio 1739 deceduto)
- Cayetano Benítez de Lugo, O.P. † (22 giugno 1739 - 4 settembre 1739 deceduto)
- Onésimo Salamanca Zaldívar † (14 dicembre 1739 - 20 marzo 1752 nominato arcivescovo di Granada)
- Jaime Cortada Bru † (24 aprile 1752 - 26 settembre 1753 nominato arcivescovo di Tarragona)
- José Gómez † (10 dicembre 1753 - 14 ottobre 1754 deceduto)
- Isidro Alfonso Cavanillas † (12 maggio 1755 - 9 novembre 1766 deceduto)
- Antonio Jorge y Galván † (27 aprile 1767 - 29 gennaio 1776 nominato arcivescovo di Granada)
- Manuel Ferrer y Figueredo † (23 giugno 1777 - 14 febbraio 1785 nominato arcivescovo, come titolo personale, di Malaga)
- Ángel Molinos, O.P. † (19 dicembre 1785 - 8 agosto 1786 deceduto)
- Antonio Puñuela Alonso † (23 aprile 1787 - 23 agosto 1793 deceduto)
- Ramón Falcón Salcedo † (21 febbraio 1794 - 28 marzo 1803 nominato vescovo di Cuenca)
- Joaquín Carrillo Mayoral † (26 marzo 1804 - 12 febbraio 1810 deceduto)
  - Sede vacante (1810-1814)
- Pedro Inguanzo Rivero † (19 agosto 1814 - 27 settembre 1824 nominato arcivescovo di Toledo)
- Tomás La Iglesia España † (20 dicembre 1824 - 20 maggio 1834 deceduto)
  - Sede vacante (1834-1847)
- Miguel José Irigoyen † (17 dicembre 1847 - 20 maggio 1850 nominato vescovo di Calahorra e La Calzada)
- Rafael Manso † (17 febbraio 1851 - 28 dicembre 1862 deceduto)
- Bernardo Conde Corral, O.Praem. † (16 marzo 1863 - 1º luglio 1880 deceduto)
- Tomás Belestá y Cambeses † (16 dicembre 1880 - 6 aprile 1892 deceduto)
- Luis Felipe Ortiz y Gutiérrez † (19 gennaio 1893 - 9 febbraio 1914 deceduto)
- Antonio Álvaro y Ballano † (25 maggio 1914 - 31 dicembre 1927 deceduto)
- Manuel Arce y Ochotorena † (5 febbraio 1929 - 22 gennaio 1938 nominato vescovo di Oviedo)
  - Sede vacante (1938-1944)
- Jaime Font y Andreu † (29 marzo 1944 - 13 maggio 1950 nominato vescovo di San Sebastián)
- Eduardo Martínez González † (14 dicembre 1950 - 31 gennaio 1970 dimesso[5])
- Ramón Buxarrais Ventura (16 agosto 1971 - 13 aprile 1973 nominato vescovo di Malaga)
- Eduardo Poveda Rodríguez † (11 ottobre 1976 - 17 ottobre 1991 dimesso)
- Juan María Uriarte Goiricelaya † (17 ottobre 1991 - 13 gennaio 2000 nominato vescovo di San Sebastián)
- Casimiro López Llorente (2 febbraio 2001 - 25 aprile 2006 nominato vescovo di Segorbe-Castellón de la Plana)
- Gregorio Martínez Sacristán † (15 dicembre 2006 - 20 settembre 2019 deceduto)
- Fernando Valera Sánchez, dal 30 ottobre 2020

## Statistiche
La diocesi nel 2022 su una popolazione di 144.808 persone contava 142.475 battezzati, corrispondenti al 98,4% del totale.
| anno | popolazione | popolazione | popolazione | presbiteri | presbiteri | presbiteri | presbiteri                | diaconi | religiosi | religiosi | parrocchie |
| anno | battezzati  | totale      | %           | numero     | secolari   | regolari   | battezzati per presbitero | diaconi | uomini    | donne     | parrocchie |
| ---- | ----------- | ----------- | ----------- | ---------- | ---------- | ---------- | ------------------------- | ------- | --------- | --------- | ---------- |
| 1950 | 200.000     | 200.000     | 100,0       | 276        | 228        | 48         | 724                       |         | 70        | 426       | 248        |
| 1970 | ?           | 201.748     | ?           | 380        | 291        | 89         | ?                         |         | 157       | 749       | 270        |
| 1980 | 185.623     | 185.825     | 99,9        | 306        | 247        | 59         | 606                       |         | 90        | 642       | 272        |
| 1990 | 181.000     | 182.000     | 99,5        | 242        | 212        | 30         | 747                       |         | 36        | 593       | 303        |
| 1999 | 168.449     | 169.449     | 99,4        | 240        | 213        | 27         | 701                       |         | 35        | 555       | 304        |
| 2000 | 168.449     | 169.449     | 99,4        | 239        | 213        | 26         | 704                       |         | 35        | 557       | 304        |
| 2001 | 167.620     | 168.620     | 99,4        | 229        | 205        | 24         | 731                       |         | 32        | 533       | 304        |
| 2002 | 166.140     | 167.140     | 99,4        | 224        | 201        | 23         | 741                       |         | 30        | 531       | 304        |
| 2003 | 165.940     | 167.140     | 99,3        | 217        | 196        | 21         | 764                       |         | 29        | 528       | 304        |
| 2004 | 164.228     | 165.428     | 99,3        | 215        | 193        | 22         | 763                       |         | 31        | 529       | 304        |
| 2010 | 165.000     | 167.100     | 98,7        | 193        | 172        | 21         | 854                       |         | 27        | 468       | 303        |
| 2014 | 155.943     | 159.943     | 97,5        | 162        | 145        | 17         | 962                       |         | 22        | 415       | 303        |
| 2017 | 151.460     | 153.689     | 98,5        | 137        | 122        | 15         | 1.105                     |         | 24        | 401       | 303        |
| 2020 | 145.700     | 148.083     | 98,4        | 124        | 107        | 17         | 1.175                     |         | 23        | 348       | 303        |
| 2022 | 142.475     | 144.808     | 98,4        | 114        | 103        | 11         | 1.249                     |         | 15        | 324       | 303        |